# Latentoverneuilina
Latentoverneuilina es un género de foraminífero bentónico de la subfamilia Verneuilininae, de la familia Verneuilinidae, de la superfamilia Verneuilinoidea, del suborden Verneuilinina y del orden Lituolida. Su especie tipo es Clavulina indiscreta. Su rango cronoestratigráfico abarca el Holoceno.

## Discusión
Clasificaciones previas incluían Latentoverneuilina en el suborden Textulariina del orden Textulariida, o en el orden Lituolida sin diferenciar el suborden Verneuilinina.

## Clasificación
Latentoverneuilina incluye a la siguiente especie:
- Latentoverneuilina indiscreta